# Guido Fusinato
Guido Fusinato, född 15 februari 1860 i Castelfranco Veneto, död 22 september 1914 i Schio, var en italiensk jurist och politiker. 

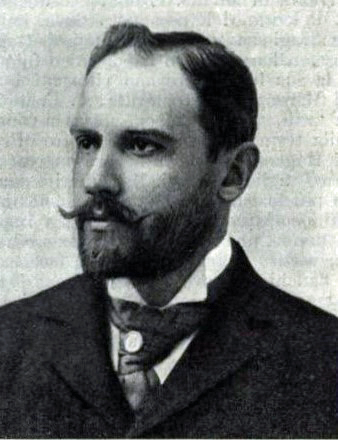
Guido Fusinato.

Fusinato, som var professor i folkrätt vid universitetet i Turin, blev 1892 ledamot av deputeradekammaren, var 1903–06 understatssekreterare i utrikesministeriet och under tiden maj till augusti 1906 undervisningsminister i ministeriet Giovanni Giolitti.